# Trenchtling
Der Trenchtling ist ein Gebirgsstock der Hochschwabgruppe im österreichischen Bundesland Steiermark. Die höchste Erhebung bildet der 2081 m ü. A. hohe Hochturm.

## Lage und Umgebung

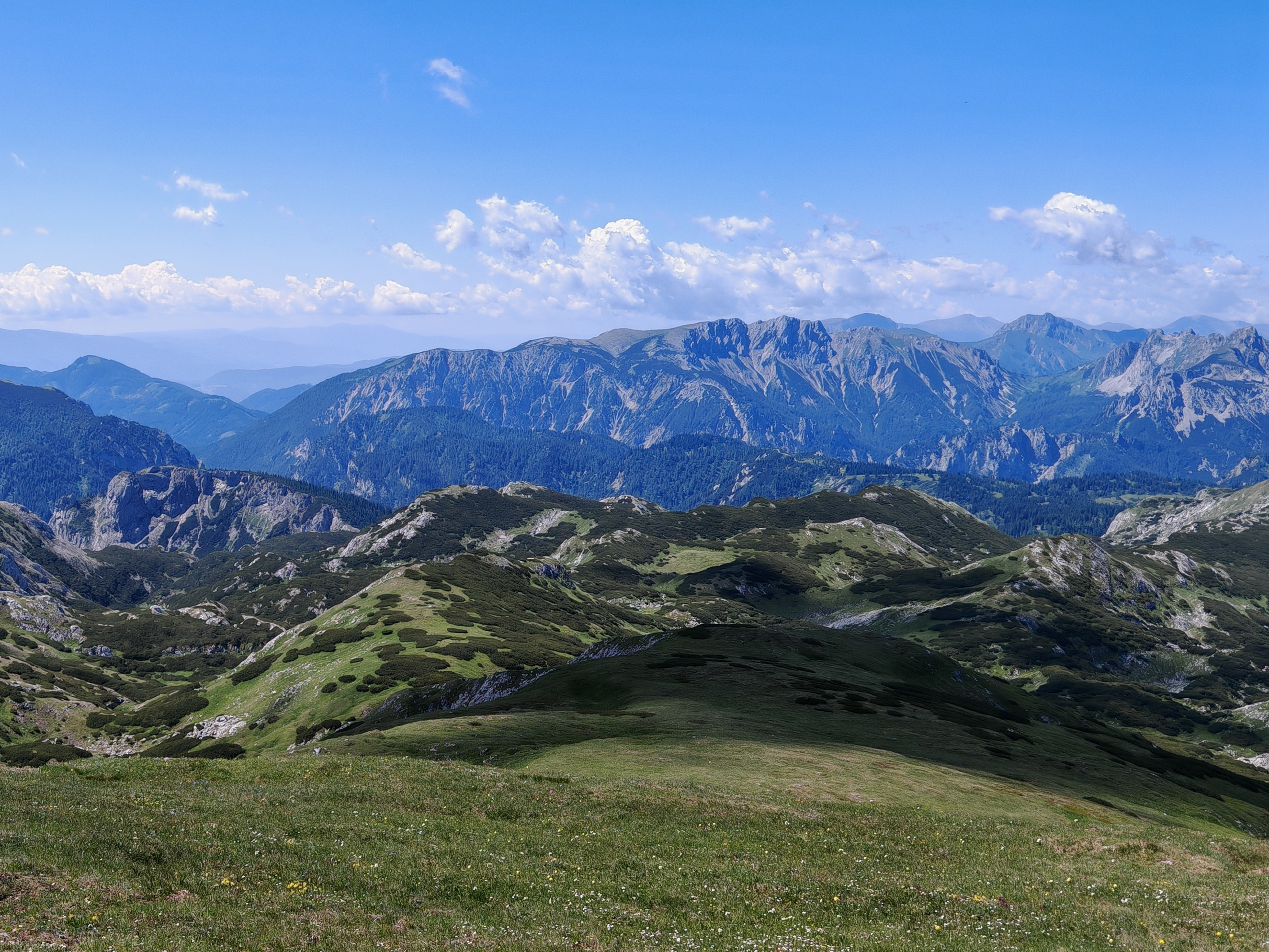
Blick von Karlstein nach Südwesten auf die Nordseite des Trenchtlingstocks

Der Trenchtlingstock liegt in der südwestlichen Hochschwabgruppe westlich von Tragöß-Oberort und erstreckt sich über gut 5 km in West-Ost-Richtung. Markante Erhebungen bilden neben dem Hauptgipfel Hochturm (2081 m) die Großwand (1983 m) und das Lamingegg (1959 m). Begrenzt wird der Gebirgsstock im Westen vom Lamingsattel, im Norden von Laminggraben und Jassinggraben, im Osten vom Tragößer Talboden und im Süden vom oberen Rötzgraben und dem Hiaslegg. Während das Massiv also nach drei Seiten in die umliegenden Täler abfällt, setzt sich der Hochgebirgscharakter nach Westen hin fort. Hier liegen in geringer Entfernung der Polster und die Griesmauer. Westlich vorgelagert ist dem Trenchtling zudem die 200 Meter niedrigere Leobner Mauer. Über den Sattel zwischen ebendiesem Gipfel und dem Trenchtlingstock verläuft die Trasse einer 110-kV-Leitung der STEWEAG.

## Geologie und Geomorphologie

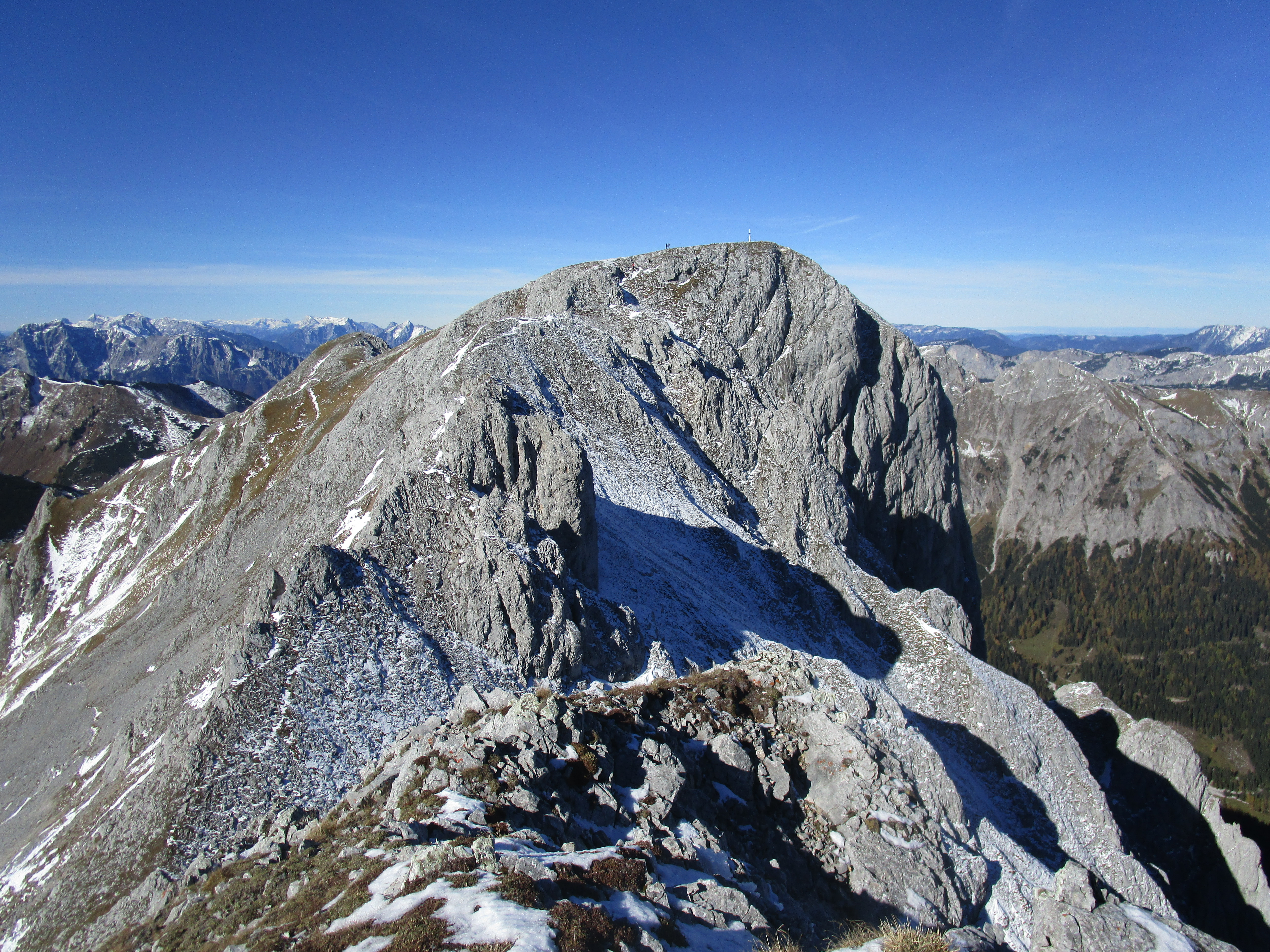
Hochturm von Südosten

Der Trenchtling ist wie viele andere Hochschwabberge zum überwiegenden Teil aus massivem Wettersteinkalk aufgebaut. Das triassische Gestein steht hier in tektonischem Kontakt mit den unterlagernden Werfener Schichten. An den Kontaktstellen konnten bereits vielerorts (u. a. am Südrand der Meßnerin) Vorkommen von Gips und Haselgebirge nachgewiesen werden.
Auffallend ist die morphologische Asymmetrie, die sich an mehreren Stellen des Gebirgsstocks beobachten lässt. Während der Trenchtling vor allem im Osten ausgeprägten Plateaucharakter zeigt, dominieren im Mittelteil südseitig steile Schrofenhänge und nordseitig annähernd senkrechte Felswände.

## Naturschutzgebiet

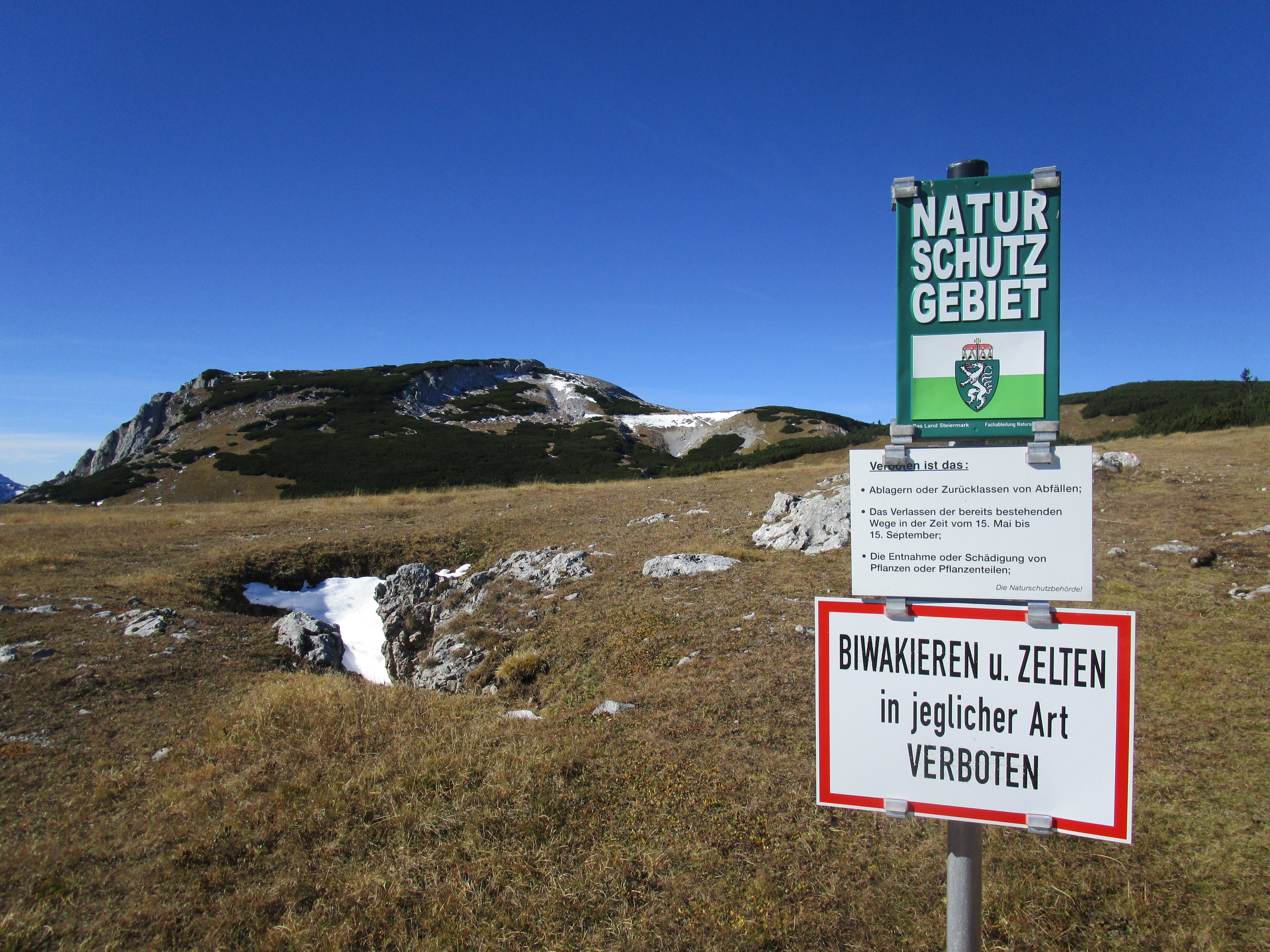
Im Naturschutzgebiet Trenchtling

Der östliche Teil des Trenchtling-Plateaus steht weitgehend unter Naturschutz. Die Almböden im Bereich des Trenchtlings sind als Naturschutzgebiet nach lit. c des Steiermärkischen Naturschutzgesetzes (NSchG 1976) geschützt. Insbesondere das zahlreich auftretende Edelweiß und das Kohlröschen gab den Ausschlag für die Errichtung dieses Schutzgebietes.

## Aufstieg
Der Trenchtling kann auf einem durchgehend markierten Wanderweg unschwierig überschritten werden. Bei Schneelage ist allerdings an gewissen Stellen Trittsicherheit erforderlich. Zum Gipfelkreuz auf den Hochturm führt ein kurzer, aber steiler, ebenfalls markierter Abstecher.

### Ausgangspunkte
Angegeben ist jeweils die Aufstiegszeit zum Hochturm.
- Polsterhütte: 2½ Stunden
- Hiaslegg: 3 Stunden
- Präbichl über Leobner Hütte: 3½ Stunden
- Parkplatz im Jassinggraben: 3½ Stunden
- Gsollkehre bei Eisenerz: 4 Stunden
- Vordernberg: 4 Stunden

## Etymologie
Vermutlich leitet sich der Name des Berges von einem Hof- oder Besitzernamen ab. Er dürfte zuerst eine Alm bezeichnet und sich dann auf den Berg insgesamt übertragen haben. Aus dem Jahr 1441 gibt es die Nennungen einer „Alben Truenttin bei Tragöß“. Der zugrunde liegende Personenname dürfte Truont oder ähnlich lauten, er ist in mittelalterlichen Urkunden aus der Steiermark belegt. Die weibliche Endung des Namens lässt sich durch die verkürzende Übertragung des weiblichen Genus von „Alm“ auf den Besitzernamen (die Truont-Alm → die Truontin) erklären, was auch an anderen Beispielen aus der Gegend (Riegerin, Meßnerin, Kräuterin und auch der Alm Jassing) beobachtet werden kann. Die Entwicklung des Namens setzte sich über Trienting (belegt im 17. und Mitte des 18. Jahrhunderts) zu Tretling (belegt 1792) fort. Im Franziszeischen Kataster erscheint 1824 Drehtling, die Franzisco-Josephinische Landesaufnahme (erstellt 1869 bis 1887) schreibt hingegen bereits die moderne Form Trenchtling. Parallel dazu existierte aber bis weit ins 20. Jahrhundert die Form Treanchtling (von Alfred Webinger 1953 noch ausschließlich verwendet), die auch im 1908 erschienenen Roman Zwölf aus der Steiermark von Rudolf Hans Bartsch auftaucht. Dort heißt es:

„Dort saß er nun und erzählte der blonden Mali treuherzige Geschichten von Eisenerz, vom Leopoldsteiner See, vom Pfaffenstein, von [sic!] Treanchtling mit dem vielen Edelweiß...“